# Niemieckojęzyczna Wspólnota Belgii
Niemieckojęzyczna Wspólnota Belgii (niem. Deutschsprachige Gemeinschaft, w skrócie DG; fr. Communauté germanophone; nld. Duitstalige Gemeenschap) – jedna z trzech oficjalnych wspólnot Belgii. Leży w euroregionie SaarLorLux. Obejmuje teren tzw. Wschodniej Belgii, położonych przy granicy z Niemcami – 853,64 km², liczący 79 383 mieszkańców (1 stycznia 2023), z których prawie 100% porozumiewa się w języku niemieckim.
Wschodnia Belgia była do 1920 częścią Rzeszy Niemieckiej (Nadrenii), ale została anektowana przez Belgię na mocy traktatu wersalskiego. Wkrótce Belgia rozpoczęła tajne negocjacje z Republiką Weimarską w celu odkupienia przez Niemców tych terenów – 200 milionów marek (ok. 1,69 mld EUR w 2023) w złocie, co miało poprawić sytuację budżetową w Brukseli. Pomysł ten nie doczekał się realizacji z powodu zdecydowanego sprzeciwu Francji.
Niemieckojęzyczna Wspólnota Belgii wchodzi w skład francuskojęzycznej Walonii. Pojawiają się plany przyznania jej szerszej autonomii, w rezultacie czego stałaby się czwartym regionem kraju. Od 1984 reprezentowana jest przez odrębną administrację z ministrem-prezydentem na czele.

## Premierzy wspólnoty
- 1984–1986: Bruno Fagnoul (PFF)
- 1986–1999: Joseph Maraite (CSP)
- 1999–2014: Karl-Heinz Lambertz (SP)
- od 2014: Oliver Paasch (ProDG)

## Miejscowości w obrębie wspólnoty
- Amel
- Büllingen
- Burg-Reuland
- Bütgenbach
- Eupen, siedziba administracyjna wspólnoty
- Kelmis
- Lontzen
- Raeren
- Sankt Vith